# MRPL32
MRPL32 (англ. Mitochondrial ribosomal protein L32) – білок, який кодується однойменним геном, розташованим у людей на короткому плечі 7-ї хромосоми. Довжина поліпептидного ланцюга білка становить 188 амінокислот, а молекулярна маса — 21 405.
| 10         |  | 20         |  | 30         |  | 40         |  | 50         |
| ---------- |  | ---------- |  | ---------- |  | ---------- |  | ---------- |
| MALAMLVLVV |  | SPWSAARGVL |  | RNYWERLLRK |  | LPQSRPGFPS |  | PPWGPALAVQ |
| GPAMFTEPAN |  | DTSGSKENSS |  | LLDSIFWMAA |  | PKNRRTIEVN |  | RCRRRNPQKL |
| IKVKNNIDVC |  | PECGHLKQKH |  | VLCAYCYEKV |  | CKETAEIRRQ |  | IGKQEGGPFK |
| APTIETVVLY |  | TGETPSEQDQ |  | GKRIIERDRK |  | RPSWFTQN   |  |            |

A: Аланін

C: Цистеїн

D: Аспарагінова кислота

E: Глутамінова кислота

F: Фенілаланін

G: Гліцин

H: Гістидин

I: Ізолейцин

K: Лізин

L: Лейцин

M: Метіонін

N: Аспарагін

P: Пролін

Q: Глутамін

R: Аргінін

S: Серин

T: Треонін

V: Валін

W: Триптофан

Кодований геном білок за функціями належить до рибонуклеопротеїнів, рибосомних білків. 
Локалізований у мітохондрії.